# Артьом Попов
Артьом Попов е руски футболист, играч на ЦСКА Москва. Играе като полузащитник. Висок е 176 см и тежи 66 килограма. Играе предимно в младежкия отбор, но има и 1 мач за мъжете – срещу ФК Волга (Нижни Новгород). Играл е в младежките формации на Русия, има 2 мача за юношите до 19 години – срещу Чехия и Холандия.